# Krasnograd

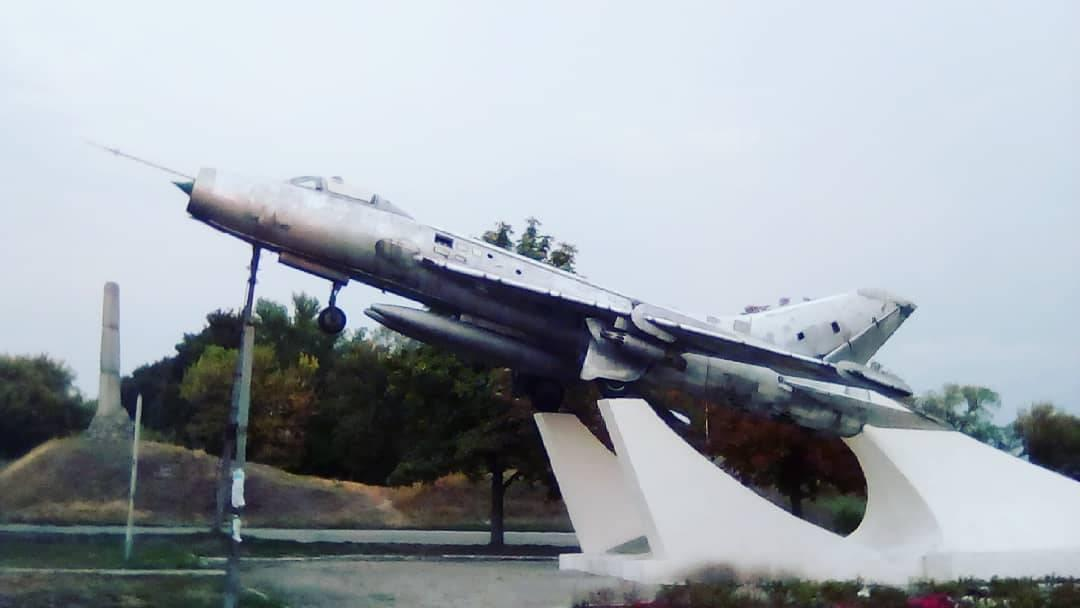

Berestyn, transliterat ca Berestyn din toponimul ucrainean Берестин, este un oraș din regiunea Harkiv, Ucraina.

## Personalități născute aici
- Mîhailo Mudrîk (n. 2001), fotbalist.